# Реувен Юдалевич
Реувен Юдалевич (1862-1933) — один з піонерів сіоністського руху в Палестині, фундатор та засновник міста Рішон-ле-Ціон (четвертого за величиною міста сучасного Ізраїлю).

## Біографія
Реувен Юдалевич народився у 1862 році в Україні у місті Кременчук (зараз у Полтавській області) у сім'ї Єгуди Юдалевича. Отримав традиційну релігійну освіту. Працював клерком на складі. Можливо, він був членом руху Ховевей Ціон. Одружився з Біф'єю Віссель. В Україні в них народився один син.
У віці 20 років він виграв у лотерею велику суму грошей. Вважається, що він використовував ці гроші для переїзду у Палестину. У порті Смірни він зустрів членів організації Білу під проводом Ізраеля Белкінда у яких вкрали всі гроші. Реувен дав їм 100 карбованців і продовжив поїздку у Палестину. Тут він купив ділянку землі, де заснував поселення Рішон-ле-Ціон. На цій ділянці поселилось загалом 10 сімей. Сюди він також запросив жити членів групи Білу, яких зустрів у Смірні.
Реувен побудував у Рішон-ле-Ціоні будинок та посадив виноградник. Брав активну участь у житті та благоустрію громади. У його будинку регулярно проводились вечори поезії та музики. Всього у Реувена та Біф'ї народилось восьмеро дітей.
Вважається, що Реувен Юдалевич також брав участь у заснуванні Тель-Авіва, куди він вирушив у 1927 році. Там він помер і похований у 1933 році.